# Revival of Evangelion
Revival of Evangelion (Revival of Evangelion: Death(true)2/Air/まごころを、君に, Revival of Evangelion: Death(true)2/Air/Magokoro o, Kimi ni) är en kombination av Neon Genesis Evangelion-filmerna Death(true)2 och The End of Evangelion. Den ses allmänt som den slutgiltiga versionen av Evangelion-filmerna som tidigare har släppts i ett flertal olika versioner.

## Death(true)2
Den första delen, Death, släpptes ursprungligen som en del av Evangelion: Death and Rebirth som i sin tur bestod av två delar. Första delen, Death, består av en sextio minuter lång sammanfattning av serien Neon Genesis Evangelion, inklusive omarbetade och ett flertal nya scener. Versionen som används i Revival under namnet Death(true)2 är en omarbetad version av Death utan de nya scenerna (som hade lagts till serien i dess Director's Cut) och ett par mindre ändringar. Andra halvan, Rebirth, bestod av den första delen av The End of Evangelion, den andra Evangelion-filmen.

## Air / My Purest Heart for You
Den andra delen av Revival, Air / My Purest Heart for You, består av filmen The End of Evangelion.